# Aditya Narayan Singh
Aditya Narayan Singh (Ramnagar, 17 novembre 1874 – Ramnagar, 4 aprile 1939) è stato un principe indiano.
Fu Maharaja Bahadur di Benares dal 1931 al 1939.

## Biografia
Aditya Narayan Singh nacque nel 1874 e salì al trono nel 1931, regnando fino alla sua morte.
Nel breve periodo del suo regno, istituì diversi collegi per l'educazione a Gayanpur ed a Badhohi. Grande visionario, desiderava espandere la cultura dei suoi sudditi con un programma che prevedesse tutti i gradi d'istruzione e un'educazione libera. Si occupò attivamente anche dell'insegnamento del sanscrito e fondò degli ospedali a Ramnagar ed a Badohi. Per dimostrare la sua attenzione al mondo dell'educazione, vietò categoricamente che suo figlio adottivo venisse educato privatamente, ma volle che studiasse nei medesimi istituti con gli altri ragazzi della sua età. Non avendo avuto figli, infatti, adottò il figlio di un suo lontano cugino e nel 1933 lo proclamò suo erede.
Morì il 4 aprile 1939 e gli succedette Vibhuti Narayan Singh.